# Tagolsheim
Tagolsheim – miejscowość i gmina we Francji, w regionie Grand Est, w departamencie Górny Ren.
Według danych na rok 1990 gminę zamieszkiwało 691 osób, a gęstość zaludnienia wynosiła 217 osób/km² (wśród 903 gmin Alzacji Tagolsheim plasuje się na 363. miejscu pod względem liczby ludności, natomiast pod względem powierzchni na miejscu 609.).